# Hungarian Ladies Open 2018
Hungarian Ladies Open 2018 byl tenisový turnaj pořádaný jako součást ženského okruhu WTA Tour, který se odehrával na dvorcích s tvrdým povrchem Rebound Ace v BOK Hall komplexu Sportovního a kongresového centra Syma. Probíhal mezi 19. až 25. únorem 2018 v maďarské metropoli Budapešti jako dvacátý druhý ročník turnaje.
Událost s rozpočtem 250 000 dolarů patřila do kategorie WTA International Tournaments. Nejvýše nasazenou hráčkou ve dvouhře se stala třicátá žena klasifikace Dominika Cibulková ze Slovenska, jež odešla poražena z finále. Jako poslední přímá účastnice do dvouhry nastoupila španělská 106. hráčka žebříčku Sara Sorribesová Tormová.
Druhý singlový titul na okruhu WTA Tour vybojovala 23letá Belgičanka Alison Van Uytvancková. Premiérovou kariérní trofej z túry WTA si odvezly členky španělsko-maďarské dvojice Georgina Garcíaová Pérezová a Fanny Stollárová, které vyhrály čtyřhru.

## Distribuce bodů a finančních odměn

### Distribuce bodů
| Soutěž  | vítězky | finalistky | semifinalistky | čtvrtfinalistky | 16 v kole | 32 v kole | Q  | Q2 | Q1 |
| ------- | ------- | ---------- | -------------- | --------------- | --------- | --------- | -- | -- | -- |
| dvouhra | 280     | 180        | 110            | 60              | 30        | 1         | 18 | 12 | 1  |
| čtyřhra | 280     | 180        | 110            | 60              | 1         | —         | —  | —  | —  |

### Finanční odměny
| Soutěž                                | vítězky | finalistky | semifinalistky | čtvrtfinalistky | 16 v kole | 32 v kole | Q3 | Q2     | Q1   |
| ------------------------------------- | ------- | ---------- | -------------- | --------------- | --------- | --------- | -- | ------ | ---- |
| dvouhra                               | $43 000 | $21 400    | $11 500        | $6 175          | $3 400    | $2 100    | $0 | $1 020 | $600 |
| čtyřhra                               | $12 300 | $6 400     | $3 435         | $1 820          | $960      | —         | —  | —      | —    |
| částky ve čtyřhře jsou uváděny na pár |         |            |                |                 |           |           |    |        |      |

## Ženská dvouhra

### Nasazení
| Stát                          | Hráčka                  | WTA | Nasazení |
| ----------------------------- | ----------------------- | --- | -------- |
| Slovensko                     | Dominika Cibulková      | 30. | 1.       |
| Čína                          | Čang Šuaj               | 34. | 2.       |
| Maďarsko                      | Tímea Babosová          | 35. | 3.       |
| Rumunsko                      | Sorana Cîrsteaová       | 38. | 4.       |
| Rumunsko                      | Mihaela Buzărnescuová   | 43. | 5.       |
| Bělorusko                     | Aljaksandra Sasnovičová | 46. | 6.       |
| Srbsko                        | Aleksandra Krunićová    | 47. | 7.       |
| Chorvatsko                    | Donna Vekićová          | 50. | 8.       |
| Žebříček WTA k 12. únoru 2018 |                         |     |          |

### Jiné formy účasti
Následující hráčky obdržely divokou kartu do hlavní soutěže:
- Antonia Lottnerová
- Fanny Stollárová
- Panna Udvardyová

Následující hráčka hrála ve dvouhře pod žebříčkovou ochranou:
- Sabine Lisická

Následující hráčky si zajistily postup do hlavní soutěže v kvalifikaci:
- Ysaline Bonaventureová
- Jana Čepelová
- Magdalena Fręchová
- Georgina Garcíaová Pérezová
- Arina Rodionovová
- Roberta Vinciová

Následující hráčka postoupila z kvalifikace jako tzv. šťastná poražená:
- Viktória Kužmová

### Odhlášení
před zahájením turnaje
- Timea Bacsinszká → nahradila ji  Océane Dodinová
- Anna-Lena Friedsamová → nahradila ji  Kateryna Kozlovová
- Margarita Gasparjanová → nahradila ji  Pauline Parmentierová
- Magda Linetteová → nahradila ji  Monica Niculescuová
- Kristýna Plíšková → nahradila ji  Viktória Kužmová
- Magdaléna Rybáriková → nahradila ji  Lara Arruabarrenová

### Nasazení
| Stát                                                                      | Hráčka               | Stát      | Hráčka              | WTA  | Nasazení |
| ------------------------------------------------------------------------- | -------------------- | --------- | ------------------- | ---- | -------- |
| Belgie                                                                    | Kirsten Flipkensová  | Švédsko   | Johanna Larssonová  | 71.  | 1.       |
| Spojené království                                                        | Anna Smithová        | Česko     | Renata Voráčová     | 82.  | 2.       |
| Rusko                                                                     | Natela Dzalamidzeová | Gruzie    | Oxana Kalašnikovová | 127. | 3.       |
| Nizozemsko                                                                | Lesley Kerkhoveová   | Bělorusko | Lidzija Marozavová  | 128. | 4.       |
| Žebříček WTA k 12. únoru 2018; číslo je součtem umístění obou členek páru |                      |           |                     |      |          |

### Jiné formy účasti
Následující páry získaly do soutěže divokou kartu:
- Anna Bondárová /  Ágnes Buktová
- Dalma Gálfiová /  Panna Udvardyová

## Přehled finále

### Ženská dvouhra
- Alison Van Uytvancková vs.  Dominika Cibulková, 6–3, 3–6, 7–5

### Ženská čtyřhra
- Georgina Garcíaová Pérezová /  Fanny Stollárová vs.  Kirsten Flipkensová /  Johanna Larssonová, 4–6, 6–4, [10–3]